# Station Dannemarie-Velesmes
Station Dannemarie-Velesmes is een spoorwegstation in de Franse gemeente Dannemarie-sur-Crète. Het wordt bediend door treinen van het netwerk TER Bourgogne-Franche-Comté op de verbindingen  van Dijon naar Besançon en Belfort.